# Mike Richards
Michael Richards, detto Mike (Kenora, 11 febbraio 1985), è un hockeista su ghiaccio canadese.

## Biografia
In NHL ha vestito le casacche di Philadelphia Flyers (2005-2011) e Los Angeles Kings (2011-2014), vincendo con questi ultimi due Stanley Cup, nel 2012 e nel 2014.
Nelle sue partecipazioni ai campionati mondiali di hockey su ghiaccio Under-20 ha conquistato una medaglia d'oro (2005) e una medaglia d'argento (2004). Ha vinto la medaglia d'oro olimpica nell'hockey su ghiaccio con la nazionale maschile canadese alle Olimpiadi invernali di Vancouver 2010.